# Airco DH.2

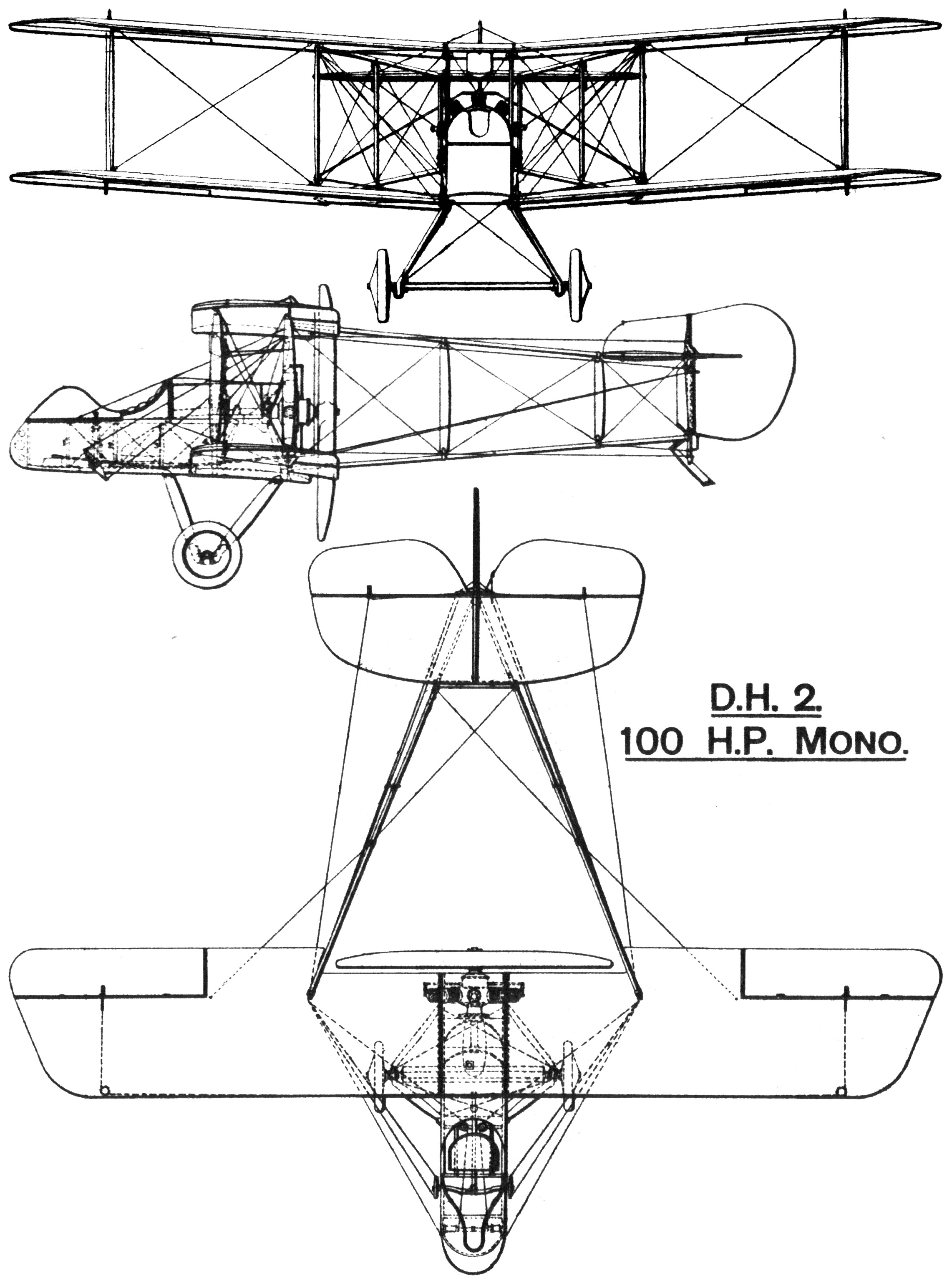

Airco DH.2 — британський одномісний біплан, побудований за схемою з гвинтом, що штовхає. Використовувався як винищувач під час Першої світової війни.
Airco DH.1 був створений Джеффрі де Хевілендом в якості одномісного скаута, який повинен був бути швидше і маневреніше двомісних літаків, зберігаючи при цьому хороший огляд для пілота. Озброєння DH.2 склав один кулемет Lewis, встановлений спереду.
Літак був прийнятий на озброєння 24 ескадрильєю королівського льотного корпусу в лютому 1915 року. В результаті ця ескадрилья стала першою в світі ескадрильєю одномісних винищувачів, озброїної однотипними літаками. DH.2 і RAF F.E.2 швидко перевершили моноплани Фоккера, що допомогло корпусу отримати повітряну перевагу на початку битви на Соммі. Наприклад, майор Лайонел Різ був нагороджений хрестом Вікторії за бій 1 липня 1916 року, коли він на своєму DH.2 атакував 10 німецьких літаків.
Як і багато інших машин королівського корпусу, DH.2 довго залишався в строю, навіть після повного застаріння - Велика Британія не мала відповідної альтернативи для заміни старої техніки. В результаті багато пілотів і машини були втрачені, особливо сильні втрати припали на весну 1917 року. Майор Хоукер, що літав на DH.2, загинув в бою з Манфредом фон Ріхтгофеном 23 листопада 1916 року.
DH.2 перебував також на озброєнні 32 ескадрильї і використовувався на західному фронті до весни 1917 року, коли його повністю перевершили німецькі скаути Albatros і Halberstadt. Літак також використовувався в Палестині і Македонії, де літаки противника були не настільки сучасні, а також в ескадрильях домашньої оборони і навчальних ескадрильях.